# Tessa Gordon
Tessa Gordon es una deportista canadiense que compitió en taekwondo. Ganó una medalla en el Campeonato Mundial de Taekwondo de 1987, y dos medallas en el Campeonato Panamericano de Taekwondo en los años 1986 y 1988.

## Palmarés internacional
| Campeonato Mundial      | Campeonato Mundial  | Campeonato Mundial | Campeonato Mundial |
| Año                     | Lugar               | Medalla            | Categoría          |
| ----------------------- | ------------------- | ------------------ | ------------------ |
| 1987                    | Barcelona (España)  | Medalla de bronce  | –65 kg             |
| Campeonato Panamericano |                     |                    |                    |
| Año                     | Lugar               | Medalla            | Categoría          |
| 1986                    | Guayaquil (Ecuador) | Medalla de oro     | –65 kg             |
| 1988                    | Lima (Perú)         | Medalla de plata   | –65 kg             |